# Resident Evil 6
Resident Evil 6, in Japan als Biohazard 6 (jap. バイオハザード6, trans. Baiohazādo 6) bekannt, ist der insgesamt achte Teil der gleichnamigen Videospielreihe von Capcom. Die PlayStation-3- und Xbox-360-Versionen des Titels erschienen am 2. Oktober 2012 in Europa und Nordamerika sowie am 4. Oktober in Japan. Eine Demoversion des Spiels wurde am 18. September 2012 auf PlayStation Network und für Gold-Mitglieder von Xbox Live veröffentlicht, eine Version für Gratis-Mitglieder folgte eine Woche später. Am 29. März 2016 ist das Spiel für PlayStation 4 und Xbox One erschienen.

## Geschichte
Resident Evil 6 wurde am 19. Januar 2012 in einem Trailer erstmals offiziell angekündigt. Die Ankündigung wurde begleitet durch eine virale Marketingkampagne über die Website nohopeleft.com. Als Erscheinungsdatum war zunächst der 20. November 2012 vorgesehen, dieser wurde allerdings mit Erscheinen eines zweiten Trailers auf den 2. Oktober 2012 vorgezogen.
Im September 2012 wurde bekannt, dass erste Exemplare des Spiels Resident Evil 6 im polnischen Posen aufgetaucht sind. Dabei handelte es sich nicht um gefälschte Versionen, sondern die finale Fassung des Spiels, die widerrechtlich in den Handel gelangt war und eigentlich erst am 2. Oktober in Deutschland verfügbar sein sollte.
Neben der Standardversion des Spieles erschien weiterhin eine Collector’s Edition, die neben der Spiele-Disc in einem Steelbook ein Artbook, ein Sweatshirt, Abzeichen und herunterladbare Inhalte enthält.

## Handlung
Das Spiel verfügt über vier Handlungsstränge, die sich immer wieder überschneiden und erst zusammen eine vollkommene und nachvollziehbare Story bilden.
- FOS Agent Leon S. Kennedy (Hauptcharakter aus Resident Evil 2 und Resident Evil 4) wird vom neuen Charakter Helena Harper unterstützt (Schwerpunkt Horror).
- BSAA-Alpha Leader Chris Redfield (Hauptcharakter aus Resident Evil und Resident Evil 5) erhält Hilfe von Kamerad Piers Nivans (Schwerpunkt Action).
- Söldner Jake Muller (Sohn von Albert Wesker) muss mit Sherry Birkin (Bekannt aus Resident Evil 2, Tochter von William Birkin) zusammenarbeiten (Schwerpunkt Innovation).
- Erst nachdem man die ersten drei Szenarien durchgespielt hat, erhält der Spieler Zugriff auf das Szenario mit Ada Wong, welche über keinen Partner verfügt, aber in der Story die letzten, offenen Fragen der vorherigen Szenarien beantwortet (Schwerpunkt Rätsel). Ein Partner wurde nach einem Update hinzugefügt.

### Leon-Szenario
Leon S. Kennedys Szenario beginnt am 29. Juni 2013 in Tall Oaks, als dieser den Präsidenten Adam Benford, der Leon zuvor ankündigte, die Ereignisse in Raccoon City publik machen zu wollen, als infizierten Zombie vorfindet. Um das Leben der ebenfalls anwesenden Helena Harper nicht zu gefährden, erschießt Leon den infizierten Präsidenten. Völlig aufgelöst nimmt Helena die Schuld auf sich, die, wie sich anschließend herausstellt, ebenfalls genauso wie Leon, mit Ingrid Hunnigan vom Secret Service verbunden ist. Um Leon aufzuklären, bittet Helena ihn, zur Kathedrale zu gelangen, da sich dort alles aufklären würde. Auf dem Weg dorthin müssen die beiden feststellen, dass der gesamte Ort Tall Oaks zombieverseucht ist. Sie tun sich mit Überlebenden zusammen, die aus der Stadt flüchten wollen, jedoch kommen bis auf Leon und Helena alle um. Auf Umwegen gelangen die beiden zur Kathedrale, in der weitere Überlebende auf Hilfe hoffen. Leon und Helena lösen Rätsel, um einen unterirdischen Gang freizulegen, daraus erscheint jedoch ein Monster, welches alle Überlebenden in Zombies verwandelt, ehe es von Leon und Helena vernichtet wird.
Unterhalb der Kathedrale sucht Helena panisch nach ihrer Schwester Deborah Harper, stattdessen findet Leon ein rätselhaftes VHS-Videoband mit der Aufschrift "Happy Birthday, Ada Wong" vor, auf dem Ada Wong aus einem Kokon zu schlüpfen scheint. Als Leon und Helena die benommene Deborah finden und versuchen, zu entkommen, mutiert diese auf bisher nie gesehene Weise. Ada Wong taucht auf und hilft Leon und Helena im Kampf gegen die mutierte Deborah, welche von Helena letzten Endes in den Abgrund und damit in den Tod fallen gelassen wird. Helena eröffnet Leon und Ada, dass sie für die Sicherheit ihrer Schwester Deborah im Auftrag des nationalen Sicherheitsberaters Derek Simmons den Präsidenten infizierte. Ada, die mehr zu wissen scheint, verschwindet, als sie einen Anruf erhält. Leon und Helena bahnen sich einen Weg zurück an die Oberfläche und müssen ansehen, wie Tall Oaks sterilisiert und komplett ausgelöscht wird. Leon fordert Hunnigan auf, seinen und Helenas Tod vorzutäuschen und die beiden reisen nach China.
Am 30. Juni 2013 landen Leon und Helena in China und treffen auf Sherry Birkin, die Leon als Kind in Raccoon City bereits kennenlernte, sowie Jake Muller. Sherry arbeitet für Simmons und verrät daher Leon einen Treffpunkt, an dem Leon den Übeltäter Simmons zu finden erhofft. Nach einem Kampf gegen den Sherry und Jake bestens bekannten Ustanak werden die Teams wieder getrennt. Als Leon Ada erneut sieht, rennt er dieser hinterher und es kommt zu Handgreiflichkeiten zwischen Leon und Chris Redfield, der zusammen mit Piers Nivans versucht, Ada zu erledigen. Während Leon Ada für unschuldig befindet und Simmons als Wurzel des Bösen sieht, eröffnet Chris ihm, dass Ada zu Neo Umbrella gehört und für alles verantwortlich ist. Mit einer Blendgranate gelingt Ada die Flucht, sie wird aber von Chris und Piers verfolgt, Leon und Helena hingegen treffen kurz darauf auf Simmons, Sherry und Jake. Sherry gibt Leon Informationen zum Stoppen des C-Virus, ehe sie mit Jake entkommt. Leon und Helena verfolgen den inzwischen infizierten und stetig mutierenden Simmons. Zwischenzeitlich trägt Leon Chris per Funk auf, Jake und Sherry aus einer Unterwasserbasis zu retten, da dies die einzige Chance sei, das C-Virus zu stoppen, jedoch teilt Leon Chris auch mit, dass es sich bei Jake um Weskers Sohn handelt. Chris willigt ein und Leon, Helena und Ada können Simmons gemeinsam besiegen. Ada verschwindet, hinterlässt Leon und Helena jedoch einen Flucht-Helikopter, in dem sich auch Beweise für Leons und Helenas Unschuld am Tod des Präsidenten befinden. Tage später besuchen Leon, Helena und Hunnigan das Grab von Deborah Harper. Helena, die sich schon damit abgefunden hat, von Leon verhaftet zu werden, wird freigesprochen, weil sie von Simmons erpresst wurde und nicht nach eigenem Willen handelte.

### Chris-Szenario
Chris Redfield befindet sich am 29. Juni 2013 in Osteuropa und fängt betrunken in einer Kneipe fast eine Schlägerei an. Gestoppt wird er von Piers Nivans, der ihm seine Erinnerung wieder auffrischt: Am 24. Dezember 2012 befanden sich Chris Redfield als Alpha-Leader der BSAA zusammen mit Piers Nivans und weiteren Soldaten der BSAA im osteuropäischen Edonia (angelehnt an Estland, engl. Estonia), um gegen den Bioterrorismus zu kämpfen. Dort stießen sie unter anderem auf Sherry Birkin und Jake Muller – Chris erkannte Sherry vom Namen her durch seine Schwester Claire Redfield, nur um wen es sich bei Jake handelte, war Chris zu diesem Zeitpunkt noch nicht klar. Im Rathaus stieß die BSAA, nachdem Sherry und Jake per Helikopter scheinbar in Sicherheit gebracht wurden, auf Ada Wong, die sich als Angestellte ausgab, es jedoch in einem Moment der Unachtsamkeit schaffte, alle BSAA-Agenten außer Chris und Piers zu infizieren. Jedoch stieß sich Chris den Kopf hart an und verlor seine Erinnerung.
Zurück in der Gegenwart, zusammen mit dem wiedergewonnenen Erinnerungsvermögen, kommen Chris und Piers mit neuen BSAA-Einheiten in China an. Sie jagen Ada, aus Rache an den Tod ihrer getöteten Kollegen, und um neue bioterroristische Angriffe zu verhindern. Doch erneut schafft es Ada, alle BSAA-Agenten bis auf Chris und Piers zu infizieren und damit zu töten. Der blanke Hass auf Ada lässt Chris so blind vor Wut werden, dass dieser kurzzeitig sogar auf Piers losgeht. Als Chris und Piers Ada endlich eingeholt zu haben scheinen, taucht Leon S. Kennedy auf, der Ada verteidigt und den nationalen Sicherheitsberater Simmons verantwortlich machen will. Als Ada mittels Blendgranate entkommt, nehmen Chris und Piers die Verfolgung auf. Nach einer langen Jagd über einen Flugzeugträger, haben sie Ada auf einem der Decks eingekesselt, doch Ada wird aus einem Helikopter angeschossen und stürzt sich anschließend selbst in die Tiefe. In der Annahme, Ada sei damit tot, nimmt Piers eine Spritze des C-Virus in seine Obhut. Vergeblich versuchen die beiden, einen Raketenstart zu verhindern, ehe Leon ihnen die Aufgabe aufträgt, Sherry und Jake, Weskers Sohn, aus einer Unterwasserbasis zu befreien, da dieser die einzige Hoffnung der Menschheit sei, das C-Virus zu stoppen.
Auf den Weg zur Unterwasserbasis offenbart Chris Piers, dass er seinen Dienst bei der BSAA quittieren möchte und sich Piers als seinen Nachfolger wünscht – Jake und Sherry zu retten sei seine letzte Mission. Als die beiden gefunden sind, offenbart Chris Jake, dass er es war, der seinen Vater Albert Wesker vor wenigen Jahren tötete. Wütend will Jake Chris aus Rache erschießen, verfehlt Chris’ Kopf jedoch knapp. Als ein riesiger Mutant schlüpft, kämpfen Chris, Piers, Jake und Sherry zusammen, ehe Jake und Sherry entkommen, Chris und Piers jedoch den Kampf gegen den Mutanten aufnehmen. Bei diesem ungleichen Kampf wird Piers ein Arm abgetrennt. Heldenhaft spritzt sich Piers das C-Virus, sodass ihm ein neuer Arm nachwächst, jedoch langsam seine Menschlichkeit schwindet. Gemeinsam gelingt Chris und dem mutierten Piers der Sieg gegen den Mutanten, doch als die beiden flüchten wollen, stößt der schwer angeschlagene und mutierte Piers Chris in die Rettungskapsel und startet diese, weil er fürchtet, Chris in der Kapsel als Zombie anzugreifen. Piers bleibt in der Unterwasserbasis zurück, welche daraufhin nach kurzer Zeit explodiert. Einzig Chris überlebt, der sich für Piers umentschieden hat und der BSAA weiterhin erhalten bleibt.

### Jake-Szenario
Jake Muller trifft am 24. Dezember 2012 in Edonia (angelehnt an Estland, engl. Estonia) auf Sherry Birkin, die sein Blut zur Rettung der Menschheit benötigt. Jake willigt ein, jedoch nur für 50 Millionen Dollar. Sherry fragt ihren Vorgesetzten Simmons, welcher dem Deal zustimmt. Um zu Simmons zu gelangen, nutzen sie einen Helikopter der anwesenden BSAA, mit Unterstützung von Chris Redfield und Piers Nivans. Doch beim Flug wird der Helikopter attackiert und Jake und Sherry müssen im kalten Edonia notlanden. Es gelingt ihnen zwar, wichtige Daten im Schneesturm wiederzufinden, jedoch werden sie beide vom brutalen Mutanten Ustanak, im Auftrag von Ada, bewusstlos geschlagen. Jake und Sherry befinden sich sechs Monate in Gefangenschaft in China, ehe sie die Sicherheitsleute überlisten und sich wieder vereinen können. Gemeinsam wollen sie nun endlich zu Simmons, doch zuvor treffen sie auf Leon S. Kennedy und Helena Harper. Als die vier zusammen auf Simmons treffen, gibt Sherry Leon die Daten, jedoch werden Jake und Sherry entführt und in einer Unterwasserbasis gefangen gehalten.
Jake und Sherry werden in der Unterwasserbasis von Chris und Piers befreit. Als Jake erfährt, dass Chris es war, der seinen Vater Albert Wesker umbrachte, ist er fest entschlossen, Chris zu töten. Als ein riesiger Mutant aus seinen Kokon schlüpft, ergreifen Jake und Sherry die Flucht, da sich Chris und Piers um den Mutanten kümmern. Jedoch werden die beiden auf ihrer Flucht abermals von Ustanak aufgehalten. Nachdem sie ihn ein für alle Mal erledigt haben, können Jake und Sherry entkommen. Da sich Gefühle zwischen den beiden entwickelt haben, fordert Jake lediglich fünfzig Dollar für sein Blut. Damit ist die Menschheit vor dem C-Virus gerettet.

### Ada-Szenario
Ada Wong folgt am 27. Juni 2013 einer Einladung ihres alten Bekannten Derek Simmons, findet aber nur sechs Monate alte Aufzeichnungen vor. Später trifft sie in Tall Oaks auf Leon S. Kennedy und Helena Harper und hilft im Kampf gegen Deborah, ehe sie das Videoband "Happy Birthday, Ada Wong" vorfindet. Da Ada weiß, dass es sich nicht um sie auf diesem Band handelt, schlussfolgert sie, dass sie von Simmons geklont wurde. Des Weiteren handelt es sich bei dem Simmons, der Ada bislang kontaktierte, um diese geklonte Ada, die die echte Ada in die Irre führen möchte, doch diese durchschaut ihr falsches Spiel und kontaktiert den echten Derek Simmons. Es stellt sich heraus, dass Ada und Simmons einst zusammen waren und Simmons nicht über die Trennung hinwegkam, sodass er in seinem Wahnsinn eine Frau namens Carla Radames, die ihn liebte, zu einem identischen Ada-Imitat klonte. Diese Carla, die Ada aufs Haar ähnelt, jedoch stets andere Kleidung trägt, war bereits am 24. Dezember 2012 in Edonia zugegen, als sie Chris' BSAA-Einheit auslöschte sowie Jake und Sherry gefangen nehmen ließ.
In China machen Chris und Piers Jagd auf Ada und bemerken dabei trotz wechselnder Kleidung nicht, dass es sich um zwei verschiedene Adas handelt. Die echte Ada hilft zudem ohne ihr Wissen Jake und Sherry aus dem Hintergrund, will jedoch ihrem geklonten Ebenbild begegnen. Als Chris und Piers die Klon-Ada auf dem Flugzeugträger eingekesselt haben und diese sich in die Tiefe fallen lässt, begibt sich die echte Ada hinunter zu ihr. Zu Adas Überraschung hat Carla den Sturz überlebt, weil sie Unmengen des C-Virus genommen hat. Anschließend mutiert sie zu einem gigantischen Schleim-Monster, welches von Ada vernichtet werden kann. Diese begibt sich anschließend zu Leon, um ihn im Kampf gegen Simmons zu unterstützen. Dabei kommt es, unbemerkt von Leon und Helena, zu einem Dialog zwischen dem Ada-besessenen Simmons und ihr. Letzten Endes wird Simmons von Leon vernichtet. Ada begibt sich zu Carlas Forschungsbasis. Um dem ganzen ein Ende zu bereiten, sowie zu verhindern, dass sie für Carlas Untaten verantwortlich gemacht wird, vernichtet Ada Carlas gesamtes Labor mit allen Beweismitteln und Forschungsergebnissen.

### Teaser zur Fortsetzung
Nachdem man alle vier Szenarien durchgespielt hat, schaltet man eine weitere Zwischensequenz frei, in der sich Jake vermummt in einem orientalischen Land befindet. Für nur einen Apfel verspricht Jake einem kleinen Jungen als Gegenleistung, die herumstreunenden Monster zu erledigen. Da sich das Achievement nach Beendigung des Jake-Szenarios „Bis zum nächsten Mal!“ nennt, verdichtet dieser Teaser die Anzeichen, dass Capcom bei einem späteren Resident Evil die Figur Jake Muller wieder einzusetzen plant.

### Zusätzliche Inhalte
Am 18. Dezember 2012 wurden drei Spielmodi veröffentlicht: Überleben!, Ansturm und Prädator. Jeder dieser Modi kostet 3,99 € auf der PlayStation 3 bzw. 320 Microsoft-Points auf der Xbox. Der Modus Überleben! kommt auf das klassische Deathmatch-System zurück. Bis zu sechs Spieler können hier gegeneinander in Teams oder Jeder-gegen-jeden antreten. Die Punktzahl erhöht sich wenn man anderen Spielern Schaden zufügt. Im Modus Ansturm können maximal zwei Spieler zugleich spielen. Sie müssen so viele Monster wie möglich besiegen um eine hohe Punktzahl zu erreichen. Besiegte Monster werden zum Gegner geschickt. Als Kreatur Ustanak (bekannt aus Jakes Szenario) muss man im Modus Prädator die anderen Spieler besiegen. Wenn die Zeit abgelaufen ist, alle Spieler besiegt wurden, oder man selbst besiegt wurde, wechselt die Rolle des Ustanak. So wird jeder Spieler einmal zu Ustanak, bevor die Runde beendet ist.

### Synchronsprecher
| Rolle                  | deutscher Sprecher   | US-amerikanischer Sprecher |
| ---------------------- | -------------------- | -------------------------- |
| Leon S. Kennedy        | Sascha Rotermund     | Matthew Mercer             |
| Helena Harper          | Nora Jokhosha        | Laura Bailey               |
| Chris Redfield         | Michael-Che Koch     | Roger Craig Smith          |
| Jake Muller            | Jens Wendland        | Troy Baker                 |
| Piers Nivens           | Markus Haase         | Christopher Emerson        |
| Sherry Birkin          | Katharina von Keller | Eden Riegel                |
| Ada Wong/Carla Radames | Rita Ringheanu       | Courtenay Taylor           |
| Deborah Harper         | Giuliana Jakobeit    | Kate Higgins               |
| Ingrid Hunnigan        | Gisa Bergmann        | Salli Saffioti             |

## Verkaufszahlen
Das Spiel wurde über 4,5 Millionen Mal ausgeliefert, was einen neuen Unternehmensrekord darstellt. Capcom prognostiziert 7 Millionen Mal verkaufte Einheiten bis Ende März 2013. Zum Vergleich: Der Vorgänger Resident Evil 5 wurde bisher 5,8 Millionen Mal verkauft.

## Virales Marketing
Capcom eröffnete für den 29. September 2012 eine Fleischerei namens „Wesker & Son“ im Smithfield Meat Market in London. Diese verkauften, aus Schweine- und Rinderfleisch nachmodellierte, menschliche Gliedmaßen. Der Erlös ging an die britische Wohlfahrtsorganisation Limbless Association, welche Menschen mit fehlenden Gliedmaßen unterstützt.